# Bruyères-sur-Fère
Bruyères-sur-Fère település Franciaországban, Aisne megyében. Lakosainak száma 195 fő (2022. január 1.). Bruyères-sur-Fère Beugneux, Coincy, Cramaille, Nanteuil-Notre-Dame, Oulchy-le-Château, Saponay és Villeneuve-sur-Fère községekkel határos.

## Népesség
A település népességének változása:
| Lakosok száma | 233  | 184  | 213  | 210  | 194  | 182  | 189  | 192  | 191  | 195  |
|               | 1968 | 1982 | 1990 | 2006 | 2013 | 2015 | 2017 | 2019 | 2020 | 2022 |